# تمما ماتسودا
تمما ماتسودا (انگلیسی: Temma Matsuda؛ زادهٔ ۱۱ ژوئن ۱۹۹۵) بازیکن فوتبال اهل ژاپن است.